# 형사보상 및 명예회복에 관한 법률
형사보상 및 명예회복에 관한 법률은 형사소송 절차에서 무죄재판 등을 받은 자에 대한 형사보상 및 명예회복을 위한 방법과 절차를 규율하는 대한민국 법률이다. 이 법에 따라 형사소송법에 의한 일반절차 또는 재심이나 비상상고절차에서  무죄재판을 받은 자가 미결구금을 당하였을 때에는 형사보상을 청구할 수 있다.

## 같이 보기
- 형사보상